# Salvador Zamora Zamora
Salvador Zamora Zamora (Guadalajara, 20 de septiembre de 1970) es un político y veterinario mexicano, militante de Movimiento Ciudadano fue alcalde de Tlajomulco de Zúñiga de 2018 a 2024 durante la administración 2018-2021, con reelección para la administración 2021-2024
Antes de ser alcalde de Tlajomulco, Salvador Zamora fue director de Medio Ambiente y Ecología de ese municipio, de 2010 a 2012. Fue diputado local con mayoría de votos por el distrito 7 en 2012, y por último diputado federal por el distrito 12 en 2015, todo esto con Movimiento Ciudadano.

## Vida personal
Nació el 20 de septiembre de 1970 en Guadalajara, Jalisco, Salvador Zamora proviene de una familia de agricultores y ganaderos, es hijo de Carlos Zamora García y María de Jesús Zamora Cruz, cuyo matrimonio tuvo 7 hijos en total.
Durante sus primeros años vivió y creció entre Guadalajara y Cuexcomatitlán, estudió la licenciatura como Ingeniero Zootecnista Administrador en la Universidad Autónoma de Guadalajara de 1988 a 1992; Salvador Zamora estudió en el extranjero y está graduado en la especialidad de Crianza de Ganado de Carne por la Universidad Estatal de Colorado.
Se casó en diciembre de 1994 con Verónica Castro Guevara, con quien tuvo tres hijos Salvador, Karla Paola y Kenia.

## Inicios en la vida política
Su carrera política comenzó en el 2005 al ser dirigente del sector campesino en Cuexcomatitlán, labor que le valió la invitación del entonces presidente municipal, Enrique Alfaro, para ser director de Medio Ambiente y Ecología de Tlajomulco, cargo que ocupó de 2010 a 2012; durante su gestión logró la consolidación del ordenamiento ecológico municipal, que regula el desarrollo sustentable en el municipio, comenzó las primeras jornadas de reforestación en Tlajomulco e hizo programas para restringir la quema de las ladrilleras y para amortiguar la contaminación.

## Diputado local
En 2012 fue candidato para diputado local por el Distrito 7 de Jalisco, con el que logró ser el primer diputado en ganar por mayoría de votos con Movimiento Ciudadano; en esta etapa trabajó para conseguir apoyos para los pescadores de la laguna de Cajitilán y junto a su bancada impulsó la Ley de Movilidad Integral Sustentable y la Ley de Austeridad y Ahorro de Jalisco, también como presidente de la Comisión de Asuntos Metropolitanos logró la consolidación de las áreas metropolitanas de Autlán de Navarro y el sur de Jalisco, la cual benefició a más de 250,000 habitantes del estado.

### Iniciativas principales
- Iniciativa para Tipificar la Tala de Árboles en Jalisco.[14]
- Ley de Participación Ciudadana en el Estado de Jalisco.[15]
- Iniciativa para el Día Estatal Sin Automóvil.[16]

## Diputado federal
En 2015 llegó a la Cámara de Diputados como diputado federal por el distrito 12, donde fue presidente de la Comisión de Desarrollo Metropolitano con la que organizó tres foros importantes en la Ciudad de México, Guadalajara y Mérida llamados “Pensemos Las Ciudades”; alzó la voz por todos los pequeños productores de maíz de todo el país y luchó por el campo; Salvador Zamora fue uno de los diputados que entregó su #3de3 completo.

### Iniciativas principales
- Pensión Rural Digna.[17]

- Ley General de Desarrollo Metropolitano.[18]

- Aeropuertos Sin Privilegios.[19]

## Candidatura como alcalde

### Precandidato
El 4 de diciembre Salvador Zamora firma su registro como precandidato para la alcaldía de Tlajomulco por Movimiento Ciudadano y arranca su precampaña en el malecón de Cuexcomatitlán el 2 de enero de 2018.

### Candidato
El 25 de marzo firmó su registro como candidato e inició campaña el 29 de abril en Tlajomulco junto a Enrique Alfaro; compitió junto a Luz Elena Gómez Orozco del Partido Verde Ecologista de México, Carlos Bustamante de Partido Independiente, Miguel León de Morena, Toño Sánchez del Partido Revolucionario Institucional, Armando Villegas de Nueva Alianza, Salvador Gómez de Dios del Partido Acción Nacional y Thania Morales del Partido de la Revolución Democrática.
Durante su campaña Salvador Zamora visitó diferentes localidades de Tlajomulco en donde presentó 8 ejes de propuestas:
1. Ciudad Modelo.[22]
2. Que vivas tranquilo.[23]
3. Ver por nuestra tierra.[24]
4. Gestión integral del agua.
5. Darte lo mejor.[25]
6. Participación ciudadana.[26]
7. Motor económico.[27]
8. Gobierno inteligente.[28]

## Alcalde de Tlajomulco
El 1 de julio con un porcentaje del 48.70 % (83,223 votos) gana la candidatura y se convierte en presidente virtual electo.
| MC             | PAN           | PRD          | MORENA         | PRI           |
| 83,223 48.70 % | 13,347 7.82 % | 3,087 1.80 % | 40,557 23.76 % | 10,379 6.08 % |

Toma protesta como alcalde de Tlajomulco el 29 de septiembre de 2018.

## Reelección a la alcaldía de Tlajomulco
Salvador, ya como presidente municipal, anunció que iba a postularse nuevamente como candidato a alcalde de Tlajomulco de Zúñiga, y comenzó su precampaña en diciembre de 2020 como  candidato de su partido Movimiento Ciudadano. El 6 de junio de 2021 se proclamó ganador.